# Kurt Karl Fröhlich
Kurt Karl Fröhlich (* 8. Oktober 1890 in Memel; † 2. Mai 1941 in Kassel) war Abgeordneter des Provinziallandtages der preußischen Provinz Hessen-Nassau.

## Leben
Kurt Karl Fröhlich wurde als Sohn des Karl Fröhlich und dessen Gemahlin Marie Neumann geboren. Er war bei der Reichspost zunächst Oberpostsekretär, später in Kassel Oberpostrat. Er war Mitglied der NSDAP und folgte am 7. April 1933 dem Abgeordneten Roland Freisler als Mitglied des 22. Kurhessischen Kommunallandtags des Regierungsbezirks Kassel. Aus dessen Mitte erhielt er ein Mandat für den Provinziallandtag der Provinz Hessen-Nassau.
Fröhlich war mit Karoline Wilhelmine Elisabeth Biedenkopf (1890–1961) verheiratet.